# Pilostyles collina
Pilostyles collina är en tvåhjärtbladig växtart som beskrevs av B. Dell. Pilostyles collina ingår i släktet Pilostyles och familjen Apodanthaceae. Inga underarter finns listade i Catalogue of Life.